# Padova Challenge Open 2013
Il Padova Challenge Open 2013 è stato un torneo di tennis facente parte della categoria ITF Men's Circuit nell'ambito dell'ITF Men's Circuit 2013 e dell'ITF Women's Circuit nell'ambito dell'ITF Women's Circuit 2013. Sia il torneo maschile che quello femminile si sono giocati a Padova in Italia dal 10 al 16 giugno 2013 su campi in terra rossa.

## Vincitori

### Singolare maschile
Salvatore Caruso ha battuto in finale  Enrico Burzi con il punteggio di 7–6(3), 6(3)–7, 6–0.

### Doppio maschile
Andres Molteni /  Walter Trusendi hanno battuto in finale  Alex Bolt /  Sami Reinwein con il punteggio di 6(10)–7, 6–3, [10–5].

### Singolare femminile
Irina Chromačëva ha battuto in finale  Patricia Mayr-Achleitner con il punteggio di 6–2, 6–3.

### Doppio femminile
Paula Kania /  Irina Chromačëva hanno battuto in finale  Cristina Dinu /  Maša Zec Peškirič con il punteggio di 6–3, 6–1.